# Municipio de Scott (condado de Sharp)
El municipio de Scott (en inglés: Scott Township) es un municipio ubicado en el condado de Sharp en el estado estadounidense de Arkansas. En el año 2010 tenía una población de 434 habitantes y una densidad poblacional de 4,55 personas por km².

## Geografía
El municipio de Scott se encuentra ubicado en las coordenadas 35°56′42″N 91°24′4″O / 35.94500, -91.40111. Según la Oficina del Censo de los Estados Unidos, el municipio tiene una superficie total de 95.42 km², de la cual 94,94 km² corresponden a tierra firme y (0,51 %) 0,49 km² es agua.

## Demografía
Según el censo de 2010, había 434 personas residiendo en el municipio de Scott. La densidad de población era de 4,55 hab./km². De los 434 habitantes, el municipio de Scott estaba compuesto por el 98,16 % blancos, el 0,46 % eran asiáticos, el 1,15 % eran de otras razas y el 0,23 % eran de una mezcla de razas. Del total de la población el 1,38 % eran hispanos o latinos de cualquier raza.